# Бурнашев, Сергей Николаевич
Серге́й Никола́евич Бурнашев (1875 — 1949) — чиновник канцелярии Совета министров, камергер. Член Совета Русского собрания.

## Биография
Из старинного дворянского рода Курской губернии. Родился в родовом имении «Спасском» Фатежского уезда.
По окончании Александровского лицея в 1897 году, поступил на службу в канцелярию Комитета министров, где занимал должность младшего, а затем старшего помощника начальника 1-го отделения канцелярии.
В 1901 году опубликовал «Новые материалы для жизнеописания и деятельности С. Д. Бурнашева, бывшего в Грузии с 1783 по 1787 г.» Участвовал в русско-японской войне. Будучи давним членом Русского собрания, в 1906—1912 годах избирался в Совет РС. Входил в редакционную комиссию «Книги русской скорби».
6 декабря 1914 года произведен в действительные статские советники, в конце 1914 — начале 1915 года был назначен чиновником особых поручений V класса при наместнике на Кавказе, с оставлением в должности старшего помощника начальника отделения канцелярии Совета министров. С 1913 года состоял в придворном звании камергера.
Избирался гласным Фатежского уездного и Курского губернского земских собраний, а также почетным мировым судьей. Был попечителем двух народных училищ в Фатежском уезде, почетным блюстителем двухклассного образцового училища и членом попечительного совета Фатежской женской гимназии. Кроме того, состоял действительным членом Санкт-Петербургского археологического института, членом Костромской и Курской губернских ученых архивных комиссий, а также секретарем Русского генеалогического общества.
После Октябрьской революции в эмиграции в Польше, на 1929 год — в Варшаве. Умер там же в 1949 году.
С 1910 года был женат на Екатерине Георгиевне Бобриковой (1883—?), дочери генерала от инфантерии Георгия Ивановича Бобрикова.

## Награды
- Орден Святого Станислава 3-й ст. (1901)
- Орден Святой Анны 3-й степени (1905)